# Buono!
Buono! (итал. buono — здесь «вкусно», произношение ボーノ Бо: но) — J-Pop идол-группа из Японии в составе Hello! Project. В группу входят три участницы Hello! Project Kids: Момоко Цугунага (Berryz Kobo), Мияби Нацуяки (Berryz Kobo) и Айри Судзуки (°C-ute).

## История
Официально группа Buono! была анонсирована на фестивале журнала Накаёси (Nakayoshi) 21 июля 2007 года, в Tokyo Sunshine City в Икебукуро. Группа была сформирована для того, чтобы спеть вступительную заставку («Kokoro no Tamago») и эндинг («Honto no Jibun») к аниме Shugo Chara!. Затем Buono! продолжали записывать синглы с открывающими и закрывающими темами к первому сезону этого аниме. Во втором сезоне они стали исполнять только эндинги, а заставки поручили другим новосформировавшимся группам: Shugo Chara Egg! и Guardians 4.

7 марта 2009 года Hello! Project анонсировал выступление Buono! на Japan Expo в Швеции 24 мая 2009, но соглашение было отменено 21 апреля 2009 в связи с «проблемами в мировой экономике, конкуренцией с другими фестивалями/концертами и плохой продажей билетов».

В декабре 2010 года Buono! сменила лейбл Pony Canyon на лейбл Zetima. Их 11 сингл (и первый сингл под лейблом Zetima), Zassou No Uta, был выпущен 2 февраля 2011 года.

В феврале 2012 года группа выступила во Франции (Париж) в клубе «La Machine du Moulin Rouge» с концертом для 800 человек. Все билеты были проданы.

## Состав
- Момоко Цугунага (яп. 嗣永 桃子) — Лидер, участница группы Berryz Kobo
- Мияби Нацуяки (яп. 夏焼 雅) из Berryz Kobo
- Айри Судзуки (яп. 鈴木 愛理) из °C-ute

## Дискография

### Альбомы
| # | Название                | Дата выпуска    | Копий продано |
| - | ----------------------- | --------------- | ------------- |
| 1 | Café Buono!             | 20 февраля 2008 | 23 782        |
| 2 | Buono!2                 | 11 февраля 2009 | 19 857        |
| 3 | We Are Buono!           | 10 февраля 2010 | 13 496        |
| 4 | The Best Buono!         | 10 августа 2010 | 10 119        |
| 5 | Buono! Paris Collection | 12 февраля 2012 |               |

### Мини-альбомы
| # | Название | Дата выпуска    | Копий продано |
| - | -------- | --------------- | ------------- |
| 1 | partenza | 10 августа 2011 | 6,442         |
| 2 | SHERBET  | 22 августа 2012 |               |

### Синглы
| #  | Название                                                            | Дата выпуска    | использование в Shugo Chara!                          | Вокалисты                            | Копий продано |
| -- | ------------------------------------------------------------------- | --------------- | ----------------------------------------------------- | ------------------------------------ | ------------- |
| 1  | «Honto no Jibun» (яп. ホントのじぶん, «True Self»)                  | 31 октября 2007 | «Honto no Jibun»: эндинг «Kokoro no Tamago»: заставка | - Центр: Мияби Нацуяки               | 42 035        |
| 2  | «Renai Rider» (яп. 恋愛♥ライダー Renai Raidaa, «Love Rider»)        | 6 февраля 2008  | Эндинг                                                | - Центр: Мияби Нацуяки               | 35 254        |
| 3  | «Kiss! Kiss! Kiss!»                                                 | 14 мая 2008     | «Kiss! Kiss! Kiss»: эндинг «Minna Daisuki»: заставка  | - Центр: Мияби Нацуяки               | 36 675        |
| 4  | «Gachinko de Ikou!» (яп. ガチンコでいこう!, «Do Your Best and Go!») | 20 августа 2008 | Эндинг                                                | - Центр: Момоко Цугунага             | 31 005        |
| 5  | «Rottara Rottara» (яп. ロッタラ ロッタラ, «Lotta Love Lotta Love»)  | 12 ноября 2008  | Эндинг                                                | - Центр: Айри Судзуки                | 27 104        |
| 6  | «Co-no-Mi-chi» (яп. co・no・mi・chi, «Эта дорога»)                  | 21 января 2009  | Эндинг                                                | - Центр: Момоко Цугунага             | 22 735        |
| 7  | «My Boy» (оригинальное название «MY BOY»)                           | 29 апреля 2009  | Эндинг                                                | - Центр: Момоко Цугунага             | 23 621        |
| 8  | «Take It Easy!»                                                     | 26 августа 2009 | Эндинг                                                | - Центр: Айри Судзуки, Мияби Нацуяки | 18 170        |
| 9  | «Bravo☆Bravo» (яп. ブラボー☆ブラボー)                               | 16 декабря 2009 | Эндинг                                                | - Центр: Айри Судзуки                | 20 380        |
| 10 | «Our Songs»                                                         | 3 февраля 2010  | Эндинг                                                | - Центр: Айри Судзуки                | 15 692        |
| 11 | «Zassou no Uta» (яп. 雑草のうた, «Сорнячная песня»)                 | 2 февраля 2011  | -                                                     | - Центр: Айри Судзуки                | 14 794        |
| 12 | «Natsu Dakara!» (яп. 夏ダカラ!, «Потому что лето!»)                 | 20 июля 2011    | -                                                     | - Центр: Айри Судзуки                | 12 554        |
| 13 | «Hatsukoi Cider / DEEP MIND»                                        | 18 января 2012  | -                                                     | - Центр: Айри Судзуки                | 13 899        |